# Mexikanische Wüstenspitzmaus
Die Mexikanische Wüstenspitzmaus (Megasorex gigas) ist eine in Mexiko endemische Säugetierart aus der Familie der Spitzmäuse (Soricidae).

## Merkmale
Das Fell dieser Spitzmäuse ist an der Oberseite dunkelbraun oder graubraun gefärbt, die Unterseite ist heller. Der Schädel ist vergleichsweise groß und rund. Diese Tiere erreichen eine Kopfrumpflänge von 83 bis 90 Millimeter, wozu noch ein 39 bis 50 Millimeter langer Schwanz kommt. Das Gewicht liegt zwischen 9,5 und 12 Gramm.

## Verbreitung und Lebensweise

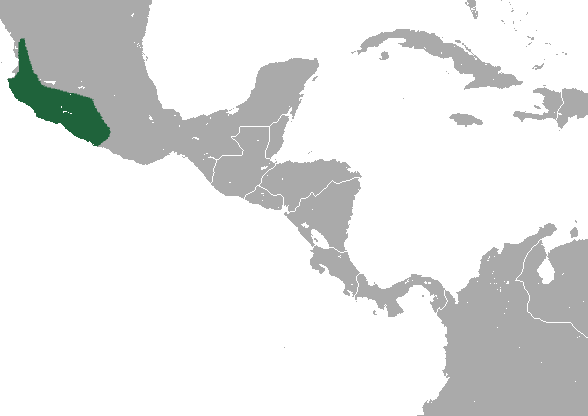
Verbreitungsgebiet (grün)

Das Verbreitungsgebiet der Mexikanischen Wüstenspitzmäuse liegt im südwestlichen Mexiko und umfasst die Bundesstaaten Nayarit, Jalisco, Colima, Michoacán, Guerrero und Oaxaca. Trotz ihres Namens lebt sie nicht nur in Wüsten, sondern bewohnt auch Wälder und andere Lebensräume, bevorzugt in der Nähe von Flüssen und kommt in Seehöhen bis zu 1700 Meter vor. Ansonsten ist kaum etwas über ihre Lebensweise bekannt.
Insgesamt sind nur rund 20 Exemplare dieser Art der wissenschaftlichen Forschung bekannt geworden. Laut IUCN ist sie aber nicht bedroht.

## Systematik
Die Mexikanische Wüstenspitzmaus dürfte eng mit den Grauen Wüstenspitzmäusen verwandt sein und wird manchmal in dieselbe Gattung, Notiosorex gestellt, meist aber als eigene Gattung geführt.